# Atlantisch orkaanseizoen 1911
Het Atlantisch orkaanseizoen 1911 was relatief rustig, met slechts zes tropische stormen in de Noord-Atlantische Oceaan van augustus tot en met oktober. Drie van deze stormen groeiden uit tot een orkaan, waarvan twee de categorie 2 status bereikten volgens de hedendaagse schaal van Saffir-Simpson. Verder waren er drie tropische depressies, inclusief één waarmee het seizoen startte in februari en één die het einde van het seizoen vormde en die verdween in december. De stormdata zijn voornamelijk gebaseerd op HURDAT, de orkaandatabase voor het Atlantisch gebied, waarvan de gegevens uit de periode 1911–1914 grondig zijn gereviseerd in 2005.
De meeste stormen hadden direct invloed op het land. Een in westelijke richting bewegende orkaan doodde eind augustus zeventien mensen en veroorzaakte zware schade in Charleston, South Carolina en omgeving. Een paar weken eerder leed de omgeving van Pensacola, Florida onder een storm in de Golf van Mexico die windsnelheden van 130 km/h produceerde boven land. De vierde storm van het seizoen sloeg toe op de kust van Nicaragua, waarbij tien personen de dood vonden en een enorme hoeveelheid schade het gevolg was.

## Samenvatting seizoen
De Atlantische orkanendatabase (HURDAT) kent officieel zes tropische stormen uit het seizoen 1911. Daarvan bereikten er slechts drie de status van orkaan, dat wil zeggen dat de windsnelheid 119 km/h of meer bedroeg. De derde orkaan van het seizoen was de meest intense storm met een minimum luchtdruk in het centrum van 972 hPa. Slechts een week na het oplossen hiervan vormde zich alweer een nieuwe orkaan, met windsnelheden gelijk aan de vorige, maar met een onbekende luchtdruk. Drie zwakke tropische depressies ontwikkelden zich, maar bereikten niet het niveau van een tropische storm. De eerste vormde zich in februari en de derde in december. De eerste storm die de intensiteit van een tropische storm bereikte was op 4 augustus en de laatste tropische storm van het jaar loste op op 31 oktober.
Aan het begin van de 20e eeuw waren de moderne voorspellingsmethoden en documentatie er nog niet. De orkanendatabase uit deze tijd is soms incompleet of niet correct en nieuwe stormen worden continu toegevoegd als onderdeel van een voortdurende revisie van de Atlantische orkanen. De periode van 1911 tot en met 1914 is herzien in 2005. Twee tot dan toe onbekende tropische stormen werden geïdentificeerd aan de hand van gegevens uit historische weerkaarten en scheepsrapportages. Tevens werd deze informatie gebruikt om de data van reeds bekende stormen te corrigeren en aan te vullen. Aangezien tropische stormen en orkanen in deze periode nog geen naam kregen, zijn ze genummerd in chronologische volgorde.

## Cyclonen

### Tropische storm 1
De eerste tropische storm van het seizoen 1911 vormde zich op 4 augustus boven het zuiden van Alabama in de Verenigde Staten. Hij werd geïdentificeerd als tropische storm door de typerende kenmerken, het ontbreken van een bijbehorend front en de aanwezigheid van een gesloten circulerend centrum. Met de sterkte van een tropische depressie trok het gebied de volgende dag naar het oosten, de Atlantische Oceaan op. Enige dagen later, in de buurt van Bermuda, werd de depressie een tropische storm en draaide naar het noordoosten. De storm hield nog enige dagen aan, totdat hij op 11 augustus afzwakte en op 12 augustus oploste. De storm gaf hevige regenval op Bermuda, maar er werd geen stormachtige wind gerapporteerd. Pas bij de revisie van de Atlantische orkaandatabase in 2005 werd hij erkend als tropische storm.

### Orkaan 2
Op 8 augustus vormde zich een tropische depressie voor de zuidwestkust van Florida die zich westwaarts verplaatste. Vroeg op de volgende dag nam haar intensiteit toe en werd ze een tropische storm die begon te versnellen in noordwestelijke richting. Toen de storm de Golfkust van de Verenigde Staten naderde, bereikte zij een maximale continue windsnelheid die werd geschat op 130 km/h, wat overeenkomt met de status van categorie 1 op de hedendaagse schaal van Saffir-Simpson. Na het aan de kust komen bij de grens van Alabama en Florida zwakte hij af en boog af naar het westen. Op 12 augustus dreef de storm over Louisiana en Texas, waar hij zware regenval produceerde.
Gedurende de avond van 11 augustus bereikte de wind een snelheid van 130 km/h in Pensacola, waar de luchtdruk daalde naar 1007 hPa. Na een tijdelijke afname van de wind door het in de nabijheid passeren van het oog van de storm, verslechterden de omstandigheden opnieuw. De totale regenval veroorzaakt door de storm bedroeg 114 mm. De wind vernielde telefoon- en telegraaflijnen, waardoor de communicatie met het gebied gedurende 24 uur verbroken was. De stad had in de nacht van 11 augustus ook te maken met storingen in de elektriciteitsvoorziening. De scheepvaart leed zware verliezen, waarbij vele aken op de kust werden geblazen. De orkaan verspreidde grote hoeveelheden hout langs de kust. Door de orkaan kwamen een onbekend aantal mensen om het leven, maar ondanks de schade werd de storm in de Monthly Weather Review van augustus 1911 beschreven als een storm met minder gevolgen dan verwacht en met een geschatte schade in Pensacola van $12.000 (1911 USD, $280.000 2011 USD). Mobile, Alabama rapporteerde een windsterkte van 56 km/h en geen schade.

### Orkaan 3
Ruim een week na het oplossen van de vorige orkaan, ontwikkelde de derde storm van het seizoen zich op 23 augustus en trok langzaam in westnoordwestelijke richting. Na het bereiken van de orkaanstatus bewoog de storm zich naar het noordwesten en bereikte enige dagen later zijn maximale windsnelheid van 155 km/h; een luchtdruk van 972 hPa werd gerapporteerd. Het centrum passeerde over het land enkele kilometers ten zuiden van Savannah, Georgia op 28 augustus. Na het aan land komen zwakte de orkaan snel af. Hij ging over in een tropische depressie op 29 augustus en trok nog enige tijd over land verder, totdat hij daar na een paar dagen oploste.
De orkaan van relatief kleine omvang veroorzaakte wijdverbreid schade tussen Savannah en Charleston, South Carolina. Savannah zelf had slechts lichte schade alhoewel het centrum van de storm vlakbij langstrok. Langs de kust van Georgia veroorzaakte hevige regenval vele verzakkingen bij de spoorwegen. Gewassen, vee en wegen in de regio werden zwaar getroffen. In Charleston werd een windsnelheid geschat van 171 km/h, dit nadat een anemometer na een laatste rapportage van 151 km/h defect raakte. De hoeveelheid regen bedroeg 124 mm over een periode van drie dagen.
De storm duurde meer dan 36 uur en veroorzaakte zware schade. De wind blies van honderden gebouwen het dak af, vernielde vele huizen en had een zware impact op de stroom- en telefoonvoorzieningen. Het getij was 3,2 m boven normaal en liet een chaos van vernielde en beschadigde schepen en werven achter, volgens een lokale weervoorspeller in Charleston, terwijl zes torpedoboten van de marine werden losgerukt van de meertouwen en op de kust werden geblazen. In totaal werden 17 personen gedood door de orkaan en de financiële schade in Charleston werd geschat op $1& miljoen (1911 USD, $23,5 miljoen 2011 USD).

### Orkaan 4
De volgende storm vormde zich ruim ten oosten van de Kleine Antillen op 3 september en bewoog zich westwaarts. De status van tropische storm werd een dag later bereikt. De storm vertraagde en boog af naar het zuidwesten, naderde de noordkust van Colombia en bewoog vervolgens weer weg van het land en zwol aan tot een orkaan. Hij nam vervolgens verder toe in kracht (categorie 2) alvorens Nicaragua te treffen op 10 september. Na snel te zijn afgezwakt tot een tropische storm, trok de storm verder naar het westen over Centraal-Amerika en vervolgens kort over de Grote Oceaan. Hij verdween kort daarna. In de stad Corinto werden tien doden en vijftig gewonden gerapporteerd. Circa 250 huizen werden vernield, wat een schade veroorzaakte van ongeveer $2 miljoen (1911 USD, $47 miljoen 2011 USD). Gegevens over deze storm zijn schaars, zodat de chronologische gegevens in de orkanendatabase beperkt zijn.

### Tropische storm 5
De vijfde officiële tropische storm van het jaar was onbekend totdat hij werd gevonden tijdens recente herbeoordeling van de weergegevens. Hij toonde enige hybride karakteristieken en zou daardoor mogelijk de status van subtropische cycloon krijgen volgens het huidige classificatieschema. Op 15 september vormde de storm zich boven het midden van de Atlantische Oceaan en bewoog zich in eerste instantie westwaarts. Hij werd geleidelijk krachtiger terwijl hij draaide in noordwestelijke richting en op 19 september overging in een frontale depressie ten zuidoosten van New England. Het systeem werd vervolgens opgenomen door een veel krachtiger front afkomstig uit het noordwesten.

### Tropische storm 6
De laatste storm werd op 1 oktober voor het eerst waargenomen als een storing in de buurt van Puerto Rico in de Caraïbische Zee. De storing was een voorbode van een tropische depressie die zich ontwikkelde over het zuiden van de Bahama's en zich in westzuidwestelijke richting bewoog over Cuba, waar in Havana een zuidoostelijke windsnelheid van 71 km/h stond. Ze werd een tropische storm op 27 oktober en dreef in zuidwestelijke richting. Nabij het oostelijke uiteinde van Yucatán draaide de storm scherp naar het noorden. Een gebied van hoge luchtdruk boven de Verenigde Staten voorkwam dat de storm verder naar het oosten draaide richting Florida waardoor de storm verderging boven de Golf van Mexico. Op 31 oktober echter draaide de storm alsnog naar het oosten en bewoog zich aan land over het noorden van Florida. De storm nam af in intensiteit toen hij de Atlantische Oceaan op trok. Het circulerende centrum van de storm bleef zwak gedefinieerd gedurende het verloop. Lang werd aangenomen dat de storm zich had ontwikkeld ten zuiden van Cuba, alhoewel herevaluatie van scheepsdata aangaf dat de depressie zich eigenlijk had gevormd ten oosten van het eiland. Op 26 oktober gaf het Weather Bureau een orkaanwaarschuwing uit voor de zuidoostkust van Florida van Key West tot West Palm Beach en aan de westkust tot aan Tampa.

### Tropische depressies
Aanvullend op de zes officieel erkende tropische stormen en orkanen werden er in het seizoen nog drie tropische depressies geïdentificeerd. De eerste ontwikkelde zich in februari vanuit een trog van lage luchtdruk op de Atlantische Oceaan en bewoog zich westwaarts. Er bestaat een twijfelachtige rapportage van een schip over dit systeem met windsnelheden van 80 km/h. Door een gebrek aan ondersteunend bewijs wordt het systeem niet als tropische storm erkend. De depressie loste op tegen 21 februari. De tweede depressie evolueerde uit een frontale depressie in midden/eind mei en werd een tropische depressie op 22 mei ten noordoosten van Bermuda. Zij hield nog drie dagen en kronkelde rond in hetzelfde gebied voordat ze werd opgenomen in een andere niet tropische storm. De hedendaagse documentatie van dit systeem wordt ook belemmerd door een gebrek aan gegevens. Op 11 december vormde de derde tropische depressie zich in de buurt van de Turks- en Caicoseilanden. Ze bewoog westwaarts en bevond zich de volgende dag net ten noorden van Cuba. Het systeem begon af te zwakken op 13 december en verdween kort daarna.